# Shintaro Harada
Shintaro Harada (原田 慎太郎 Harada Shintaro?), född 8 november 1980 i Saitama prefektur, är en japansk före detta fotbollsspelare.
Harada började sin karriär 1999 i Yokohama F. Marinos. Efter Yokohama F. Marinos spelade han för Omiya Ardija, Tokushima Vortis och ALO's Hokuriku. 